# Konstantinos Parthenis
Konstantinos Parthenis (griechisch Κωνσταντίνος Παρθένης, auch Constantin Parthenis, * 10. Mai 1878 in Alexandria; † 25. Juli 1967) war ein griechischer Maler. Er brach mit der griechischen Malerei, deren wichtigste Vertreter in der Tradition der naturalistischen Münchner Schule standen.

## Leben
Konstantinos Parthenis wurde als Sohn einer Italienerin und eines Griechen in Alexandria geboren. Nach einem kurzen Studienaufenthalt in Italien, studierte er zwischen 1895 und 1903 er an der Akademie der bildenden Künste Wien bei Karl Wilhelm Diefenbach. Parthenis gehörte der Künstlerkommune „Humanitas“ an, die Diefenbach 1897 auf dem „Himmelhof“ in Ober Sankt Veit gegründet hatte, und die zur Keimzelle der frühen Alternativbewegung oder Lebensreform wurde. Gleichzeitig nahm Parthenis auch Musikunterricht am Konservatorium in Wien. Seine erste Einzelausstellung hatte er 1899 in Boehms Künstlerhaus. Nach seinem Studienaufenthalt in Wien zog er nach Paris; ab 1903 lebte er in Griechenland, wo er als Ikonenmaler arbeitete. 1907 malte er die Georgskirche in Wien aus. Sein Werk als Ikonenmaler ist von einer tiefen Religiosität, aber auch von einem Bruch traditioneller Ikonenmalerei geprägt. Nach seiner Teilnahme an der Biennale in Venedig 1938 erwarb die italienische Regierung ein Werk von ihm.
| Personendaten    | Personendaten                                              |
| ---------------- | ---------------------------------------------------------- |
| NAME             | Parthenis, Konstantinos                                    |
| ALTERNATIVNAMEN  | Παρθένης, Κωνσταντίνος (griechisch); Parthenis, Constantin |
| KURZBESCHREIBUNG | griechischer Maler                                         |
| GEBURTSDATUM     | 10. Mai 1878                                               |
| GEBURTSORT       | Alexandria                                                 |
| STERBEDATUM      | 25. Juli 1967                                              |